# Encapsulated PostScript
EPS (ang. Encapsulated Postscript) – format plików, będący podzbiorem języka PostScript, służący do przechowywania pojedynczych stron grafiki wektorowej w postaci umożliwiającej osadzanie ich w innych dokumentach. Użytecznym rozszerzeniem tego formatu jest format EPSI (ang. encapsulated postscript interchange), zawierający dodatkowo informacje ułatwiające wyświetlenie szybkiego podglądu grafiki zapisanej w zasadniczej części pliku.
Z punktu widzenia składni, format EPS dopuszcza nieomal pełny zestaw komend języka PostScript, z ograniczeniami dotyczącymi zakresu ich użycia. W szczególności, plik EPS obejmuje wyłącznie pojedynczy rysunek, bez podziału na strony i bez możliwości ingerowania w środowisko wykraczające poza definiowany obszar. Zakres rysunku opisany jest przez prostokąt o narożnikach zdefiniowanych komendą %%BoundingBox. Z punktu widzenia składni PostScriptu komenda ta jest tylko komentarzem, jednak interpretery języka PostScript muszą ją rozpoznawać, by móc wbudować wczytywaną grafikę w skład większej całości.
Przez wiele lat format EPS był jedynym uniwersalnym formatem zapisu plików z grafiką wektorową (umożliwiającym również osadzanie w nim bitmap jako obiektów). Praktycznie każdy program stosowany w DTP potrafi takie pliki odczytywać i zapisywać.